# Chrétiens dans le monde rural
Pour les articles homonymes, voir CMR.
L'association française Chrétiens dans le monde rural (CMR) est un mouvement d'éducation populaire et d'action catholique pour adultes spécialisé dans le domaine de la ruralité.

## Organisation et moyens
L’association Chrétiens dans le monde rural rassemble douze mille adhérents engagés sur leurs territoires ruraux dans la vie communale, syndicale, associative ou religieuse. Elle accompagne ses adhérents dans leurs engagements en proposant des formations, des débats et des outils de réflexion.
Réparties en quatre-vingt-dix fédérations, mille deux cents équipes composées d'une dizaine de personnes se retrouvent sept à huit fois par an pour partager des faits de vie, d'actualité sociale ou d'Église, leur citoyenneté et leur engagement. Les équipes sont accompagnées par des prêtres, des diacres, des religieuses ou des laïcs pour les aider dans leur discernement.
Parfois, les équipes ou les fédérations interviennent dans des dossiers "brûlants" comme sur la crise du lait à travers de multiples initiatives et prises de position à travers la France mais aussi sur le soutien à des salariés lors de la fermeture d'usine comme à Toul lors de la fermeture de Kléber. Reconnu comme mouvement d’éducation populaire par le Ministère de la Ville, de la Jeunesse et des Sports le CMR organise des formations, des conférences et propose des outils d'analyse sur les sujets qui intéressent ses équipes, mais aussi l'ensemble des citoyens.

## Objectifs
Pour contribuer à une société et un monde rural plus fraternels et plus humains, l'association cherche à :
- donner à chacun les moyens de se réaliser dans sa vie spirituelle, personnelle, familiale, professionnelle et sociale ;
- offrir des espaces de rencontres pour rompre l'isolement et tisser des liens d'amitié et d'entraide[5] ;
- mettre en cohérence les engagements au quotidien avec les exigences de l'Évangile, notamment vis-à-vis des plus faibles ;
- développer de nouveaux liens sociaux entre les habitants des communes rurales, contribuer à améliorer la qualité de vie, lutter contre toute forme d'exclusion et favoriser la solidarité entre ville et campagne ;
- provoquer la réflexion sur les changements économiques et sociaux et la concertation pour l'action de tous les acteurs sociaux, politiques et économiques des territoires ruraux ;
- permettre ainsi l'émergence de dynamismes et de projets locaux ;
- promouvoir les valeurs de la ruralité (rapport à la nature, au temps, aux hommes, à l'espace...).

## Orientations 2010-2020

### Un événement en 2010
L'association CMR a organisé à Pontarlier un congrès national, du 13 au 15 mai 2010, qui a été l'occasion de définir de nouvelles orientations pour les 10 années suivantes. La préparation de ce congrès s'est effectuée sur le mode participatif : la démarche a démarré par une enquête auprès des 1 200 équipes (dont la moitié a répondu) et auprès des 91 fédérations. Ceci a permis de faire le bilan de l'action du CMR des 5 dernières années et ce jusqu'en juin 2009.
En août 2009, à Saint-Laurent-sur-Sèvre, L'association CMR a tenu ses universités d'été où il a été question de la société actuelle et l'Église d'aujourd'hui avec une forte participation des membres des équipes et des fédérations (120 personnes). À partir de ces différents éléments, le conseil d'administration national a écrit le projet de texte d'orientation qui a été débattu dans les équipes et les fédérations, amendé par les fédérations puis validé lors de l'assemblée générale le vendredi 14 mai 2010 durant le congrès. Cette démarche originale a plu aux 800 congressistes venus de toutes les régions de France.

### Trois priorités
Lors de ce congrès 2010, l'association CMR a voté ses nouvelles orientations 2010-2020 qui débouchent sur 3 priorités :
- contribuer à un projet d'humanisation en contexte de ruralité[6] ;
- appeler à cheminer avec Jésus-Christ pour mieux s'engager[7] ;
- inventer de nouvelles façons de faire mouvement[8].